# Christoph Kobald
Christoph Kobald (* 18. August 1997 in Wien) ist ein österreichischer Fußballspieler.

## Karriere
Kobald begann seine Karriere beim SC Perchtoldsdorf. 2006 wechselte er zum VfB Admira Wacker Mödling. 2007 kam er in die Jugend des FK Austria Wien. Nachdem er zuvor diverse Jugendmannschaften durchlaufen hatte, rückte er im Sommer 2015 in den Kader der Amateure auf.
Sein Debüt in der Regionalliga gab er im August 2015, als er am dritten Spieltag der Saison 2015/16 gegen den First Vienna FC in der Startelf stand.
Im März 2016 wechselte er zum SC Ritzing. Nach dem Rückzug der Burgenländer aus der Regionalliga wechselte er zur Saison 2017/18 zum Zweitligisten SC Wiener Neustadt. Im Juli 2017 debütierte er in der zweiten Liga, als er am ersten Spieltag jener Saison gegen die SV Ried in der Startelf stand.
Nach der Saison 2017/18 verließ er Wiener Neustadt und wechselte nach Deutschland zum Drittligisten Karlsruher SC, bei dem er einen bis Juni 2021 laufenden Vertrag erhielt. Sein erstes Pflichtspiel für Karlsruhe absolvierte er beim 3:2-Heimsieg gegen den TSV 1860 München am 25. November 2018, dem 15. Spieltag, als er in der 74. Spielminute für Janis Hanek eingewechselt wurde. Für Karlsruhe erzielte er seinen ersten Profitreffer, als er beim 3:1-Heimsieg gegen den SV Meppen am 20. April 2019, dem 34. Spieltag, zum zwischenzeitlichen 2:1 in der 68. Spielminute traf. Insgesamt kam Kobald zu 13 Saisoneinsätzen und stieg am Ende der Saison mit dem KSC in die Zweite Bundesliga auf. In der Saison 2020/21 entwickelte er sich zum Stammspieler und absolvierte 33 von 34 möglichen Spielen in der 2. Bundesliga. Im Mai 2022 zog sich Kobald im Spiel gegen Dynamo Dresden eine Innenbandverletzung zu und fiel mehrere Monate aus. Nach seiner Verletzung kam er in der Saison 2022/23 hatte er seinen Stammplatz verloren und kam als Reservespieler zu Einsätzen.
Im Mai 2023 wurde sein Vertrag bis 2025 verlängert.